# Зона Замфирова
 Тази статия е за романа на Стеван Сремац.  За едноименната екранизация вижте Зона Замфирова (филм).  
„Зона Замфирова“ е роман на сръбския писател Стеван Сремац. Романът представя живота в Ниш в края на XIX век чрез романтичната история на двама млади, обичащи се въпреки напълно различния си социален произход. Негова екранизация е едноименният сръбски филм от 2002 година.